# Stefan Ceranka
Stefan Ceranka (ur. 1 października 1934 w Żeliszewie, zm. 2009) – polski nauczyciel, działacz związkowy, poseł na Sejm II kadencji.

## Życiorys
Syn Wiktora. Ukończył w 1975 studia na Wydziale Matematyczno-Przyrodniczym Wyższej Szkoły Nauczycielskiej w Siedlcach. Jako nauczyciel pracował od końca lat 50., m.in. w szkole podstawowej w Nowych Iganiach i Siedlcach.
Działał w związkach zawodowych. Doszedł do stanowiska prezesa Związku Nauczycielstwa Polskiego w okręgu siedleckim. W 1993 uzyskał mandat posła na Sejm II kadencji. Został wybrany w okręgu siedleckim z listy Sojuszu Lewicy Demokratycznej. Zasiadał w Komisji Rolnictwa i Gospodarki Żywnościowej, Komisji Regulaminowej i Spraw Poselskich oraz w Komisji Edukacji, Nauki i Postępu Technicznego. Był także członkiem trzech podkomisji. W 1997 bez powodzenia ubiegał się o reelekcję.
Odznaczony Krzyżem Oficerskim Orderu Odrodzenia Polski.